# مارك أتكينسون
مارك أتكينسون (بالإنجليزية: Mark Atkinson)‏ (16 فبراير 1970 في نيوزيلندا - ) هو لاعب كرة قدم نيوزلندي في مركز الوسط. شارك مع منتخب نيوزيلندا لكرة القدم. أما مع النوادي، فقد لعب مع Falcons 2000 SC ‏ وCarlton SC ‏ وسنترال يونايتد وFootball Kingz FC ‏ وNew Zealand Knights FC ‏.

## وصلات خارجية
- مارك أتكينسون على موقع الاتحاد الدولي (مؤرشف)  (الإنجليزية)
- مارك أتكينسون على موقع قاعدة بيانات كرة القدم.إي يو (الإنجليزية)
- مارك أتكينسون على موقع ناشيونال فوتبول تيمز (الإنجليزية)